# 钱季重
錢季重（18世纪？—1821年），原名夢蘭，字季重，以字行，號黃山，陽湖人，清代詞人。
父錢泌，官為貴州南籠府知府。早年為諸生。工於小詞。有三子，甚溺愛，飯後即引與嬉戲。屢試不中，遂浪跡天涯。晚年家貧，客居靈官廟。道光元年秋天卒。有《黃山詞》。